# Vladimir Barbin
Vladimir Vladimirovitj Barbin (russisk: Владимир Владимирович Барбин, født 3. september 1957 i Moskva) er en russisk diplomat som siden februar 2019 har været Ruslands ambassadør i Danmark.
Barbin er uddannet på Moskvas Statslige Institut for Internationale Relationer (MGIMO) i 1979.
Han har siden 1979 været først sovjetisk og siden russisk diplomat. Han var udstationeret på Sovjetunionens henholdsvis Ruslands ambassade i Finland 1979-1981, 1988-1993 og 1996-1999, og på Ruslands ambassade i Sverige 2002-2006. Barbin har været ambassadør siden 2009. Han var Ruslands ambassadør i Ghana 2009-2014, Ruslands arktiske ambassadør i Arktisk Råd 2014-2018 og fra 2019 Ruslands ambassadør i Danmark.
Den 10. februar 2022, to uger før Ruslands invasion af Ukraine 2022, forsikrede han, at Rusland ikke ville angribe Ukraine og sagde, at den russiske opbygning af styrker omkring Ukraine blev gjort for at forhindre spændinger i området og forhindre ustabilitet "på det russiske territorium".
Et år efter starten på Ruslands invasion af Ukraine 2022 hævdede han, at "Vi har været meget tilbageholdende med vores militære styrke over for Ukraine".
Barbin er gift. Han kan tale engelsk, finsk og svensk.